# Anton Landvogt
Anton Landvogt (* 1758 in Haselstein; † 23. März 1832 ebenda) war ein deutscher Beamter.
Landvogt war der Sohn des Amtsvogts im Oberamt Haselstein, Philipp Ignaz Landvogt. Fritz Landvogt war sein Bruder. Er heiratete Barbara geborene Dotter († 1806), die Tochter des Amtsvogts in Herbstein und später in Weyhers. Aus der Ehe gingen elf Kinder hervor, von denen vier als Säuglinge starben.
Er besuchte ab 1768 das Gymnasium der Jesuiten in Fulda und studierte danach in Fulda. Er war von 1788 bis 1817 als Nachfolger seines Vaters der letzte Amtsvogt im Oberamt Haselstein, bevor das Oberamt aufgelöst wurde. Er wurde mit der Auflösung des Amtes in den Ruhestand versetzt und erhielt sein bisheriges Jahresgehalt (1346 fl.), vermindert um die Zahlungen für Pferde-Fourage und zur Unterhaltung des in seinen Haushalt aufgenommenen Aktuars, so dass ihm 1120 fl. blieben.